# The Mysterious Miss Terry
The Mysterious Miss Terry é um filme de drama mudo produzido nos Estados Unidos, dirigidos por J. Searle Dawley e lançado em 1917. É atualmente considerado um filme perdido.